# Eduardo Hurtado (actor ecuatoriano)
César Eduardo Hurtado Cordero (Guayaquil, 1956-Ibidem., 17 de octubre de 2019) fue un actor de teatro, cine y televisión ecuatoriano, conocido por su papel de El Alacrán en una telenovela de los años 1990.

## Biografía
Desde que ingresó a los escenarios, siempre pensó que podría vivir bien de esto. Perteneció al grupo escuela de teatro El Juglar, y al grupo de actores del Uniteatro Candilejas, además de ser miembro del Teatro Guayaquileño de la Comedia (Teguacom).
Intervino en la telenovela María Soledad, donde actuó junto a la cantante Lady Noriega e interpretó a su padre, un borrachito conocido como El Alacrán, personaje por el cual llegó a tener mayor reconocimiento en la década del noventa.
Formó parte de producciones cómicas y dramatizados como De la vida real, Archivos del destino, Mi recinto y Solteros sin compromiso.
Intervino en las telenovelas Yo vendo unos ojos negros de Ecuavisa, La hechicera de TC Televisión y la Hechicera, protagonizado por Sharon.
Actuó en la película Medardo, basada en la vida del poeta Medardo Ángel Silva y dirigida por Nitsy Grau.
Su última producción en televisión en la cual participó fue Calle amores de TC Televisión, donde interpretó a Almeida, quien visitó a Pepe Solano, interpretado por Christian Maquilón, en la prisión. Sin embargo, a inicios de 2019, la amputación de su pierna derecha, a causa de la diabetes, le impidió seguir trabajando en un restaurante de comidas rápidas que mantenía en las cercanías de su casa, al norte de Guayaquil. Buscó ayuda mediante el programa de farándula De boca en boca.
Falleció el 17 de octubre de 2019, a la edad de 63 años, debido a un infarto sufrido en la madrugada. Sus restos fueron velados en el Cementerio Jardines de la Esperanza y sepultado al día siguiente.

## Filmografía

### Televisión
- (2019) Calle amores - Almeida
- (2004) Yo vendo unos ojos negros
- (2003) La Hechicera
- (2003) Solteros sin compromiso
- (2003) Mi recinto
- (2003) Archivos del destino - Varios personajes
- (2000-2002) De la vida real - Varios personajes
- (1995) María Soledad - Alacrán González (Antagonista)

### Cine
- Medardo